# Nicolaas Bosboom

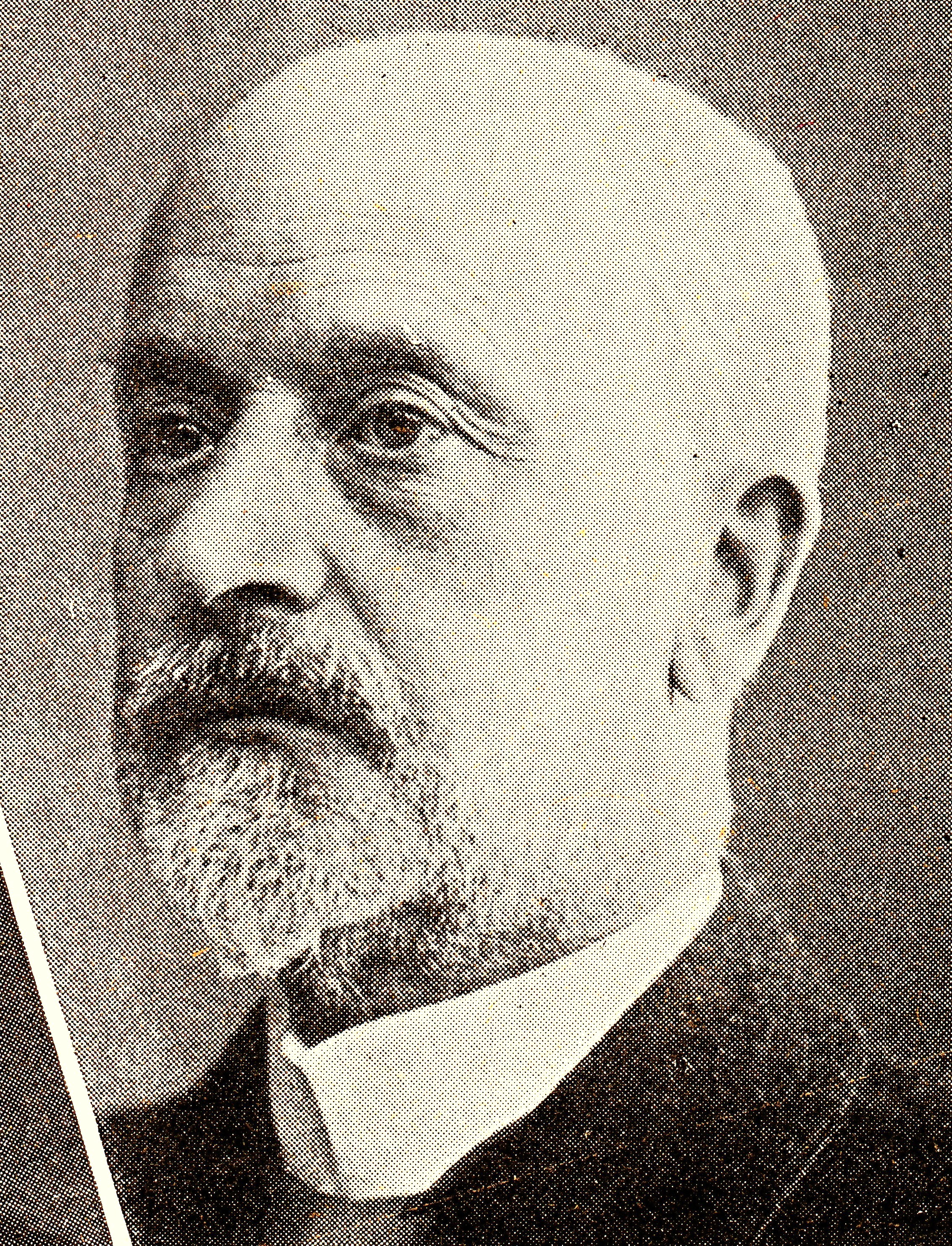
Nicolaas Bosboom (1913)

Nicolaas Bosboom (* 30. September 1855 in Den Haag; † 14. November 1937 ebenda) war ein niederländischer Generalleutnant und Politiker des Bond van Vrije Liberalen, der unter anderem zwischen 1913 und 1917 Kriegsminister im Kabinett Cort van der Linden war. Während des Ersten Weltkrieges geriet er in Konflikt mit dem Oberbefehlshaber der Land- und Seestreitkräfte General Cornelis Jacobus Snijders sowie Königin Wilhelmina und trat letztlich am 15. Mai 1917 als Kriegsminister zurück, nachdem die Zweite Kammer der Generalstaaten einen von ihm kritisierten Antrag angenommen hatte.

## Leben
Nicolaas Bosboom, drittes von vier Kindern des Ministerialbeamten Nicolaas Bosboom (1817–1862) und dessen Ehefrau Louiza Maria Margaretha ten Kate van Loo (1817–1888), wurde mit dem Tode seines Vaters am 12. November 1862 Halbwaise und kam daraufhin in die Obhut seines Onkels und Zwillingsbruders seines Vaters, des Malers Johannes Bosboom (1817–1891), dem Ehemann der Schriftstellerin Anna Louisa Geertruida Bosboom-Toussaint (1812–1886). Er trat als Freiwilliger in die Artillerie ein und fand zahlreiche Verwendungen als Offizier und Stabsoffizier. Er wurde am 12. August 1885 zum Oberleutnant (Eerste Luitenant) sowie am 20. Februar 1906 zum Major (Majoor) befördert. 1906 wurde er Mitglied im neu gegründeten Bond van Vrije Liberalen, zu dessen führenden Politikern Willem Hendrik de Beaufort, Hendrik Coenraad Dresselhuijs, Frans Drion, Samuel van Houten, Meinard Tydeman und Alibert Cornelis Visser van IJzendoorn gehörten. Bei den Wahlen zur Zweiten Kammer der Generalstaaten am 11. Juni 1909 kandidierte er für den Bund der freien Liberalen im Wahlbezirk Amsterdam V, wurde aber nicht gewählt. 1910 wurde er Mitglied der Heereskommission (Legercommissie) und war zwischen 1910 und 1913 Mitglied von deren Ausschuss zur Erforschung der Ausbildung der Landwehr in der Infanterie. Zuletzt erfolgte seine Beförderung zum Oberst (Kolonel) der Artillerie. Am 15. März 1912 schied er aus dem aktiven Militärdienst und wurde mit einer jährlichen Pension von 2.100 Gulden in den Ruhestand versetzt.

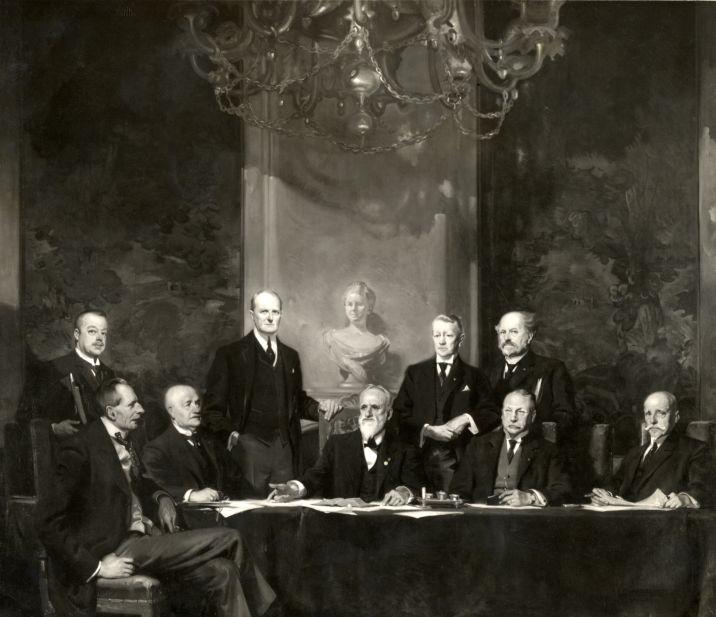
Nicolaas Bosboom (sitzend, 2. v.l.) mit den anderen Mitgliedern aus dem Kabinett Cort van der Linden.

Am 26. August 1913 wurde Bosboom als Generalmajor (Generaal-majoor) in den aktiven Dienst zurückbeordert und übernahm daraufhin am 29. August 1913 im Kabinett Cort van der Linden den Posten als Kriegsminister (Minister van Oorlog). Während seiner Amtszeit fand am 31. Juli 1914 eine vollständige Mobilmachung der Land- und Seestreitkräfte statt, deren Oberbefehlshaber General Cornelis Jacobus Snijders wurde. Während die Mobilmachung im Allgemeinen reibungslos verlief, musste er sich nach einiger Zeit mit diversen Problemen der Wohnungs- und Urlaubsregelungen und mit den begrenzten Möglichkeiten einer sinnvollen Zeitnutzung für die Mobilisierten auseinandersetzen. Nach der Mobilmachung wurde die Armee konsolidiert, wodurch die notwendige Erweiterung einen zermürbenden Kampf in den Generalstaaten verursachte, wobei der pro-britisch geltende Bosboom als Sündenbock für alle Mängel angesehen wurde. 1916 wurde das Landsturmgesetz (Landstormwet) erlassen, das vorsah, Männer unter 30 Jahren, die nicht eingezogen wurden, zum Landsturm-Dienst einzuziehen, um dort insbesondere die älteren Chargen der Landwehr (Landweer) entlasten. Während des Ersten Weltkrieges geriet er jedoch in Konflikt mit dem Oberbefehlshaber der Land- und Seestreitkräfte General Snijders sowie Königin Wilhelmina. Am 10. Mai 1917 stimmte die Zweite Kammer einem Antrag von Henri Marchant vom Vrijzinnig Democratische Bond (VDB) zu, der Bosbooms Entscheidung bedauerte, die Landsturm-Jahresklasse 1908 (Geburtsjahrgäng 1888) anstelle der Landsturm-Klasse 1918 (Geburtsjahrgänge 1898) einzuberufen. Da er mit dieser Abstimmung nicht einverstanden war, trat er am 15. Mai 1917 als Kriegsminister zurück und wurde daraufhin kommissarisch von Konteradmiral Jean Jacques Rambonnet abgelöst, ehe Bonifacius Cornelis de Jonge von der Christelijk-Historische Unie (CHU) am 15. Juni 1917 seine Nachfolge antrat.
Im Anschluss befand sich Nicolaas Bosboom ab dem 15. Mai 1917 ohne besondere Verwendung und wurde am 15. Januar 1918 noch zum Generalleutnant (Luitenant-generaal) befördert. Er war mit einer Tochter von Cornelis van Andel verheiratet, der zwischen 1881 und 1895 Bürgermeister von Gorinchem war.

## Veröffentlichung
- In moeilijke omstandigheden. Augustus 1914–mei 1917, 1933